# ソリューションフォーカストアプローチ
ソリューション・フォーカスト・アプローチ（SFA、Solution Focused Approach；解決志向アプローチ；解決志向短期療法）とは、 BFTC（Brief Family Therapy Center）で研究され、スティーブ・ド・シェイザー、インスー・キム・バーグを中心に開発された心理療法。ソリューション・フォーカスト・ブリーフ・セラピー（Solution Focused Brief Therapy）とも言う。解決志向アプローチなどと訳されている。短期療法（ブリーフセラピー）のひとつ。
従来の心理療法諸派とは異なり、原因の追究をせず、未来の解決像を構築していく点に特徴があり、結果的に短期間で望ましい変化が得られるとされている。
SFAでは、まず、クライエントの問題を傾聴しながら、コンプリメント（労う、認める）を十分に行い、例外（クライエントの問題が起こっていない状態）や解決の手がかり（リソース）をクライエント自身が探索できるように、様々な質問を行う。それから、ウェルフォームドゴール（よく形成されたゴール）について話し合う。SFAの質問には、ミラクル・クエスチョン、コーピング・クエスチョン、スケーリング・クエスチョンなど特徴的なものが多く、クライエントとカウンセラーとの関係性のタイプを査定し、それに応じて質問や提案を選択する。最後に次回までの提案をし、次の回の面接では、「何が良くなったか」を詳しく尋ねるという流れをたどる。

## 中心哲学
- うまくいっているのなら、変えようとしない。
- もし一度やって、うまくいったのなら、またそれをやろう。
- もしうまくいっていないのであれば、違うことをやろう。

## 解決志向アプローチの実践
SFBTでは、セラピストは、会話スキルを活用して、問題にこだわるのではなく、解決策に焦点を当てた議論を促す 。質問自体が、クライアントの前向きな変化を促し、否定的な感情を軽減する考え方に導く 。この質問は、クライアントが自身の経験を再解釈し、以前は気づかなかった変化の可能性を認識できるようになる。
SFAの主な技術は、質問と承認である。 セラピストは解釈を控え、クライアントと対立しない。代わりに、セラピストは、クライアントの目標を特定し、目標が達成され、問題が解決されるか、満足のいく形になった後の生活の詳細な説明を作成する。効果的な解決策を探るために、クライアントの人生経験を質問し、目標がすでにある程度実現していた「例外」を探す
SFBTセラピストは、人の変化は絶え間なく続くものとしている。 。セラピストは、クライアントが前向きな変化に焦点を当てるのを支援することで、望ましい将来の具体的なビジョンを構築するのを支援する。
SFAは、MECSTATという頭文字を使う方法がある。Miracle questions（奇跡の質問）、Exception questions（例外の質問）、Coping questions（対処の質問）、Scaling questions（尺度の質問）、Time-out（小休止）、Accolades（承認）、Task（課題）の頭文字[39]。 望ましい将来について話し合い、問題が解決した時に何が変わるかを質問する 。「ミラクルクエスチョン」は、問題が知らないうちに奇跡的に解決されたと想像し、問題が解決したことを示す手がかりを質問する。
セラピストは、問題に対する過去の解決策や「例外」に焦点を当てた質問をする。解決志向アプローチにおける例外とは、問題がそれほど深刻でない場合や割と良い状態を指す 。例外を特定することで、生活の中で何がうまくいっているかを明らかにし、解決策の構築に役立てる 。問題に対する小さな例外を発見し、それを強調することで、クライアントがすでに効果のあることを行うように促す  。
例外を探すとき、専門家はクライアントに例外の重要性を説得しない。 代わりに、純粋に好奇心旺盛な姿勢で、クライアントに例外の重要性を説明するように求める。その時、それを知らないという姿勢を維持する必要がある 。
クライアントが例外を特定するために、「前回に比べて何がよくなりましたか？」という質問でセッションを開始するなどのツールを使用する。スケーリングの質問は、クライアントの目標達成に向けた進捗状況を尺度を使って測定する 。クライアントは、問題がそれほど深刻でなかったときや問題がなかったときを探し、自身とって効果的な行動を特定するよう求められる。
SFAセッションは高度に構造化されており、定式化されたインタビュー手法を採用している。しかし、解決志向アプローチの根底にある哲学に従うことは、厳密に技術に従うことよりも重要である。解決志向アプローチの哲学は、クライアントは自身の人生の専門家で、目標を達成するための必要な知識をすでに持っていることである。セラピストは変化のプロセスを引き起こす質問をする専門家である。
SFAの実践では、抵抗に遭遇することはあまりない 。好奇心と知らないという姿勢を維持することは重要である  SFAは、  。練習が必要である。複雑な解決志向アプローチを行うのではなく、一部のみを使用することができる。SFAの研修生は、楽観的になりすぎて、クライアントの現在の苦しみを軽視することがあるこれは、新しく学んだSFAに集中すると、クライアントと一緒にいることに集中できなくなるためであると考えられる。
SFAの実践では、クライアントの言語的および非言語的コミュニケーションに注意を払い、クライアントの視点を理解して関与するために質問を応用することが求められる。 。そうすることで、目標と望ましい未来に向かって進むことを効果的に促進できる。